# 卢加亚区
盧加亞區（阿拉伯语：‎）是索馬利亞的一個區，位於該國西方的奧達勒州。首府為卢加亚。